# Praski Vitti
Pour les articles homonymes, voir Vitti.
Vitalij Petrovič Petrov, connu sous le nom de plume Praski Vitti, né au village d'Algazino, dans le raïon Vournarski (république de Tchouvachie, URSS), le 17 septembre 1936, est un peintre, muraliste et illustrateur russe d'ethnie tchouvache.

## Biographie
Né à Algazino en 1936, Praski Vitti étude à l'école d'art de Cheboksary et, ensuite, à l'École supérieure d'art et d'industrie de Leningrad, ville où il demeure et qu'il quitte en 1987 pour retourner dans son village.
Il illustre des livres de poésie de Konstantin Vasil'evič Ivanov et d'Andrei Voznesensky.
Il est l'auteur de plusieurs peintures murales à Tcheboksary, Ijevsk, Kazan, Krasnokamsk, Kouïbychev, Kungur, Novocheboksarsk, Perm, Syzran et Togliatti.

## Récompenses et distinctions
- : ordre de l'Amitié, 2012[4]
- : prix du président de la fédération de Russie

- artiste honoré de la République socialiste fédérative soviétique de Russie (ru)